# Cheikh Mohammad
Cheikh Mohammad è un centro abitato e comune (municipalité) del Libano situato nel distretto di Akkar, governatorato di Akkar.